# 栗田昌治
栗田 昌治（くりた まさはる、1962年5月22日 - ）は、日本の俳優。大阪府出身。サイアン所属。

## 人物
2018年現在、鎌倉市在住。
血液型AB+。身長182cm、体重73kg、B：100cm・W 84cm・H 95cm、足のサイズ 26.5cm。

### 免許・趣味・特技
免許：二級船舶、普通自動二輪、中型自動車、ジェットスキー、ユンボ、フォークリフト、ダイビングインストラクタートレーナー。
趣味：キャンプ、サーフィン、バイクツーリンング。
特技：懸垂下降。

## 略歴
第一回松竹芸能タレントオーディションに決勝まで選ばれるも敗退。その時のグランプリは東ちづる。森脇健児や山田雅人もその時の同期。その後、松竹芸能から養成所を作るので入らないかとのことで一期生として入所。26歳までジャズダンス・日舞・殺陣・演技のレッスンを受け、上京。
その後、映画「二十世紀少年読本」の出演を最後に大手スポーツクラブに就職。ダイビングインストラクターとして活躍し同時に店舗マネージャーとして数店舗のマネジメント業務を行う。2003年退職し自営業を手がけるがそのころから芸能界への気持ちが再燃し、登録制のキャスト事務所に入所。その時の演技指導を行った樋口隆則氏（旧姓菊池隆則）に感銘を受け、演技指導を受ける。樋口氏はニューヨークのネイバーフッド・プレイハウスのマイズナー氏の直弟子であり、リアルな演技指導で定評があり、その後、樋口氏が開催するA・T・C（アクターズトレーニングセンター）に入所。同時にキャスト事務所も退所し、サイアンの所属となる。ATCは今日、世界中の俳優達がアカデミックに行っているトレーニングシステムを日本で受講出来る数少ない養成機関の一つであり、その指導を三年間受講している。

## 出演作

### TV
- 1985年 NHK「一番太鼓」
- 1988年 ABC「古代舞の女」大学院生 役
- 1988年 ABC「いい話見つけ旅」
- 2015年 EX「アイムホーム」第一営業部長 役
- 2017年 EX「相棒15」第14話（橋本一監督）警視 役
- 2017年 CX「櫻子さんの足元には死体が埋まっている」コメンテーター 役
- 2018年 EX ドラマスペシャル「白日の鴉」（土方政人演出）
- 2018年 AMAZONプライムドラマ「しろときいろ〜私とハワイのパンケーキ物語」（本木克英監督）栄吉 役   (レギュラー)
- 2019年 CX「監察医朝顔」 不動産会社 社長役
- 2020年 EX「BG身辺警護人」最終話　警察官 松山役
- 2021年 EX「特捜9」13話 ファッション誌編集者役　細川光信：監督
- 2022年 CX「潜水艦カッペリーニ号の冒険」 - パン屋 役
- 2022年 中京TV不覚にもキュンときた ３話 黒髪じゃなきゃ、ダメですか？」
- 2022年 TBS 「石子と羽男　9話」タクシー会社社長　塚原あゆ子：演出

- 2023年  EX 「相棒21　18話」監督役　森下敏行：監督
- 2025年 TX 「風のふく島　広野町」第2話 元サーファー横井役　広瀬奈々子：脚本・監督[3]

### DVD
- 2017年 「裏門釈放」酔客 役
- 2017年 「極道天下布武　第一幕」若頭：江川 役
- 2017年 「日本統一24」並木組組長 役
- 2018年 「制覇20」錦城会系松下組若頭：田嶋 役

### 映画
- 1986年 「必殺III」岡っ引き 役
- 1989年 「20世紀少年読本」（三上博史主演）
- 2018年 「あのコの、トリコ。」（宮脇亮監督）
- 2019年 「東京ワイン会ピープル」プロデューサー役
- 2025年　「私の見た世界」　刑事役　（石田えり監督：主演）

### インディーズ映画
- 2016年 「幸せな遺体」（樋口隆則監督）
- 2017年 「懐石料理」（樋口隆則監督）

### 舞台
- 1984年 「當世流小栗判官」（三代目市川猿之助主演）
- 1984年 「絆、そして剣風」（栗塚旭主演）
- 2016年 「THE ARRANGED MARRIAGE」

### CM
- 2015年 「ゼクシー」Web
- 2015年 「ミニクーパー」Web
- 2015年 「アフラック」TVCM
- 2016年 「エプソンウォッチ」CF除くALL媒体
- 2016年〜2017年 「NTTドコモｄヒッツ」
- 2019年〜2020年  ブリジストンタイヤWeb CM

サイアンインターナショナル ホームページ参照